# Jose Advincula
José Lázaro Fuerte Advíncula Jr. OP (Dumalag, 30. ožujka 1952.) filipinski je prelat Katoličke Crkve i član dominikanskog reda, koji je 24. lipnja 2021. postao 33. nadbiskup Manile. Postao je kardinal u studenom 2020.
Dana 30. travnja 2022. Advincula je postavljen za kardinala-svećenika u Parrocchia San Vigilio u Rimu.